# Clepsis peguncus
Clepsis peguncus es una especie de polilla del género Clepsis, categorizada en la tribu Archipini, de la subfamilia Tortricinae.

## Distribución
Se distribuye por Ecuador.

## Taxonomía
Fue descrita por Razowski & Wojtusiak en 2013 y publicada en (Clepsis), Acta Zool. Cracov. 56: 21.